# Tercer grau (interrogatori)
L'expressió interrogatori de tercer grau o simplement tercer grau (de l'anglès third degree) indica "l'ús indiscriminat de mètodes coercitius per obtenir confessions de persones sospitoses d'un delicte". En sentit figurat, ens referim a una sèrie de preguntes plantejades de manera urgent. En essència, es tracta d'un eufemisme per a pràctiques de tortura (infligir dolor, físic o mental, per extreure confessions o declaracions). El 1931, la Comissió Wickersham va descobrir que l'ús del tercer grau estava molt estès als Estats Units d'Amèrica. Ningú sap l'origen del terme, però hi ha diverses hipòtesis al respecte. En resposta a l'informe, es van suggerir diversos mètodes de "treball d'investigació científica". Un d'ells, el mètode d'interrogatori conegut com a tècnica Reid, que ara és àmpliament utilitzat per les forces de l'ordre als Estats Units, és vist per molts simplement com una versió psicològica del tercer grau, ja que és igualment capaç d'extorsionar una confessió falsa. mitjançant la coacció quan la policia n'abusa.

## Possibles orígens
- Richard H. Sylvester.[5]
- El tercer grau de la maçoneria podria haver estat el seu origen.
- El terme podria haver estat encunyat per l'investigador de la policia de Nova York del segle xix Thomas F. Byrnes, potser com un joc de paraules amb el seu nom, com en les " cremades de tercer grau "(third degree burns).[6]
- Els graus de tortura utilitzats per la Inquisició espanyola van ser descrits per Julius Glarus en els termes següents:[7]
- La gran dificultat de resoldre equacions polinomials de tercer grau en comparació amb les de segon grau.

- Richard H. Sylvester.[5]